# Tarcísio Filho
Tarcísio Filho, de son vrai nom Tarcísio Pereira de Magalhães Filho, né le 22 août 1964 à São Paulo, est un acteur de cinéma et de télévision brésilien. Sa carrière a débuté en 1972. 
Il est le fils des acteurs Glória Menezes et Tarcísio Meira. 